# Henryk Bałuszyński
Henryk Edward Bałuszyński (* 15. Juli 1972 in Knurów; † 1. März 2012) war ein polnischer Fußballspieler und -trainer, der lange in der deutschen Bundesliga spielte und für sein Land in 15 Länderspielen vier Tore erzielte.

## Leben
Bałuszyńskis Jugendvereine waren Górnik Knurów und Gwiazda Chudów. In Deutschland spielte er nach seinem Wechsel aus seinem Heimatland bei VfL Bochum, Arminia Bielefeld, LR Ahlen und SV Babelsberg 03. Insgesamt absolvierte der Stürmer 56 Bundesligaspiele und erzielte dabei sechs Tore. In der Zweiten Bundesliga schoss er in 89 Einsätzen 18 Tore.
In der Bundesliga debütierte Henryk Bałuszyński am 4. Dezember 1994 bei der 2:3-Niederlage seines VfL Bochum gegen den FC Schalke 04, wobei er gleich beide Bochumer Treffer erzielte. Insgesamt schoss er in seinen ersten vier Spielen für den VfL vier Treffer, welche ihn zum Hoffnungsträger werden ließen. Den Fans des VfL Bochum ist er ebenfalls als Schütze des ersten Europapokaltores der Vereinsgeschichte in Erinnerung, das er am 16. September 1997 beim 1:2 gegen Trabzonspor erzielte.
Im Sommer 2007 kehrte er zu seinem Jugendverein Gwiazda Chudów zurück, wo er bis 2010 noch als Spieler aktiv war und bis zu seinem Tod als Trainer arbeitete.
Am 1. März 2012 starb Bałuszyński an den Folgen eines Herzinfarktes im Alter von 39 Jahren.